# Zanskar

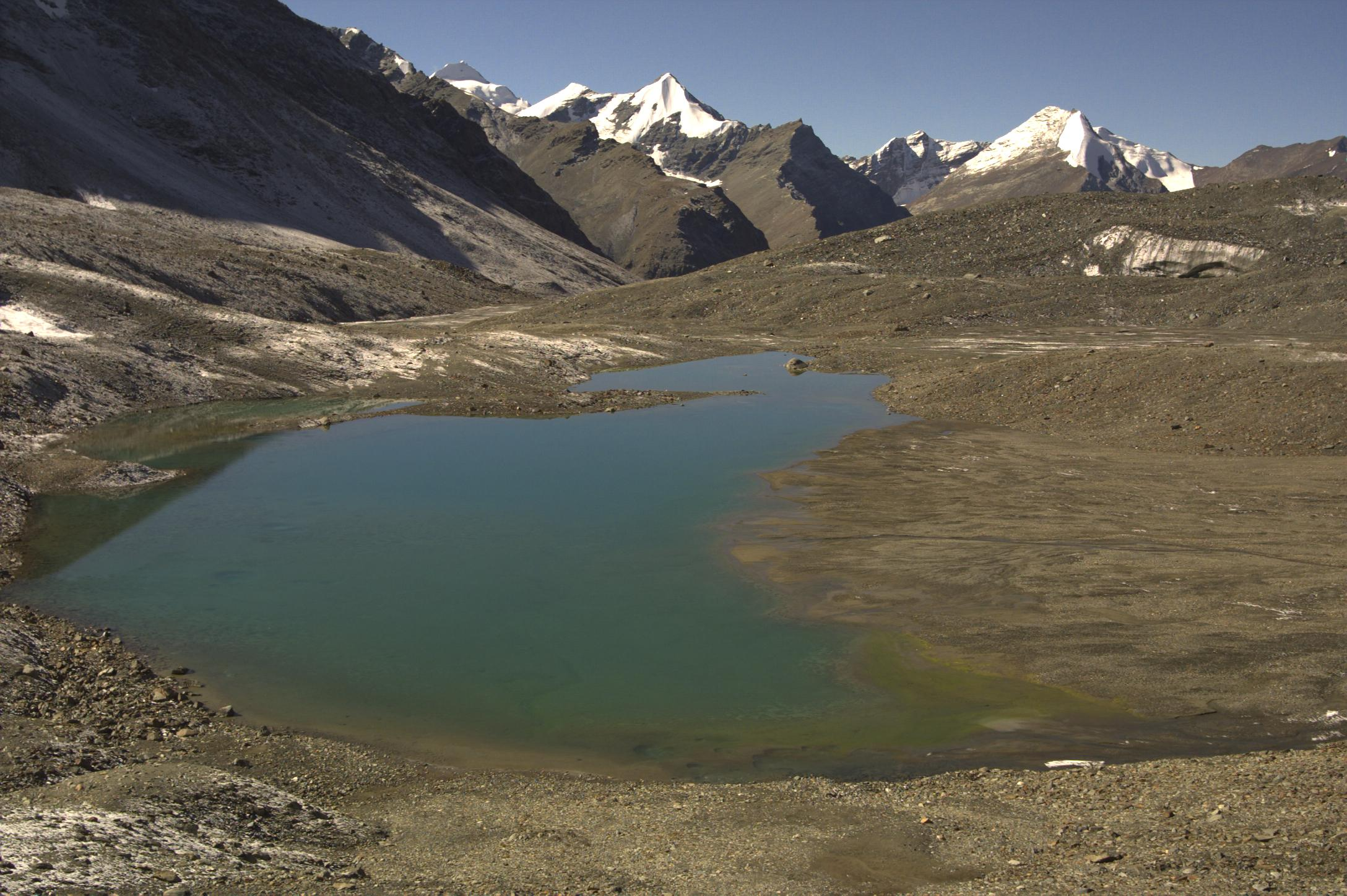
Lago em (de altitude), junto à fronteira com Jamu e Caxemira

O Zanskar ou Zangskar (em ladaque: ཟངས་དཀར་) é uma região histórica situada na parte ocidental e sudoeste do Território da União do Ladaque, no noroeste da Índia. Em termos administrativos, o Zanskar é um subdistrito ou tesil do distrito de Cargil cujo centro administrativo é Padum, que na Idade Média foi a capital de um dos vários pequenos reinos do Zanskar. No entanto, há várias áreas vizinhas desse subdistrito que, apesar de pertencentes ao de Lé, também são referenciadas como sendo do Zanskar devido a situarem-se na bacia hidrográfica do rio Zanskar ou simultaneamente a oeste do seu curso e a sul do curso do rio Indo.[carece de fontes?]
Em muitos contextos, o Zanskar é mencionado como fazendo parte da região histórica do Ladaque, a qual, em sentido mais estrito, fica imediatamente a leste e nordeste, e que corresponde ao distrito de Lé. Ambas as regiões têm uma significativa influência cultural tibetana e outrora fizeram temporariamente parte do reino de Guge do Tibete Ocidental.[carece de fontes?]
A cordilheira do Zanskar está orientada na direção noroeste-sudeste e na sua parte ocidental separa o Zanskar do Ladaque. A sua altitude média é de 6 000 metros. A parte oriental da cordilheira, um planalto a 45 000–5 500 m de altitude no sudeste do Ladaque, é chamada Rupshu. Em termos geológicos, a cordilheira do Zanskar faz parte dos Himalaias e está separada da cordilheira do Ladaque pelo vale do rio Indo. A sul-sudoeste, a cordilheira do Zanskar estende-se para o estado do Himachal Pradexe, onde separa o distrito de Kinnaur do distrito de Lahaul e Spiti. Os cumes montanhosos mais altos do Himachal Pradexe encontram-se na cordilheira do Zanskar.

## Etimologia
A região é frequentemente escrita como Zangskar, sobretudo em estudos académicos de ciências sociais, nomeadamente de antropologia, o que reflete a pronúncia ladaque. No entanto, a pronúncia em zanskari, o dialeto tibético falado localmente, a pronúncia é Zãhar. Alguns escritos geográficos e mapas usam por vezes a grafia Zaskar.
Um estudo etimológico do topónimo, realizado por Snellgrove e Skorupsky e publicado em 1980, revela que a sua origem pode dever-se à existência de cobre na região — o nome desse metal em tibetano é zangs. Contudo, a interpretação da segunda sílaba apresenta-se mais complicada, pois tem vários significados: zangs-dkar significa "cobre branco", zangs-mkhar significa "palácio de cobre" e zangs-skar "estrela de cobre". Para outros autores, zanskar deriva de zan (cobre) e skar (vale). John Crook concorda parcialmente com essa interpretação, mas sugere que a origem pode também ser Zan-mKhar (palácio de comida), devido às colheitas de alimentos básicos serem muito abundantes para região árida. A ortografia usada localmente em escrita tibetana corresponde a zangs-dkar.
Segundo alguns académicos religiosos locais, também citados por Snellgrove, Skorupsky e Crook, o nome era originalmente bzang-dkar, que significa "bom" (ou belo) e branco. Segundo esta interpretação, "bom" é uma menção à forma triangular da planície de Padum (o triângulo é o símbolo do Darma e da religião) e "branco" refere-se à simplicidade, bondade e inclinações religiosas dos zanskaris.

## Geografia
A região de Zanskar tem cerca de 7 000 km² de área e a altitude varia entre 3 500 e 7 000 metros de altitude. É constituída essencialmente pelos dois vales dos dois braços principais do rio Zanskar — o Doda e o Lungnak (também chamado Tsarap ou Lingti) — e a área entre eles.[carece de fontes?]
O Doda (ou Stod) nasce junto ao passo de montanha de Pensi La (4 400 m e flui para sudeste ao longo do vale principal do Zanskar até Padum. O Lungnak  resulta na confluência dos rios Kargyag e Tsarap. O Kargyag nasce perto do passo de Shingo La (5 091 m) e o Tsarap perto do passo de Baralacha La (4 890 m). O Kargyag junta-se ao Tsarap perto da aldeia de Purne, formando então o Lungnak, que corre para noroeste ao longo de uma garganta estreita até ao vale central do Zanskar (conhecido localmente como Gzhung khor), onde se junta ao Doda para formar o Zanskar.[carece de fontes?]
Tanto para os locais como para os praticantes de trekking, Shingo La, na fronteira com o Himachal Pradexe, apesar dos seus mais de 5 000 metros de altitude, é um dos passos de montanha mais fáceis tecnicamente dos Himalaias indianos, nomeadamente porque não envolve caminhadas em glaciares nem subidas demasiado íngremes.
Os vales do Doda, Lingti e Kargyag são ladeados por altas montanhas escarpadas em ambos os lados. A sudoeste destes vales ergue-se a cordilheira dos Grandes Himalaias, aproximadamente paralela à do Zanskar, que separa o Zanskar das regiões de Kisthwar e de Chamba. Do lado oposto, a nordeste, ergue-se a cordiheira do Zanskar, que separa o Zanskar do Ladaque. A única saída de todo o sistema hidrográfico de Zanskar é o rio homónimo, que escavou a profunda e estreita garganta de Zanskar de Zanskar através da cordilheira do Zanskar
O rio Zanskar corre para norte-nordeste ao longo dessa garganta impressionante, onde as encostas quase verticais chegam a ter 600 metros de altura e a largura em algumas partes não ultrapassa os 5 metros. Atravessa a parte noroeste do Parque Nacional de Hemis até se juntar ao Indo 3 km a sul de Nimo.[carece de fontes?]
Estas caraterísticas topográficas são a razão do acesso a Zanskar ser tão difícil de todos os lados. As comunicações com as áreas himalaicas vizinhas são feitas através de passos de montanha ou ao longo do leito do rio Zanskar quando este está gelado. O acesso mais fácil é desde Cargil, através do vale de Suru e pelo passo de Pensi La. É ao longo desta rota tradicional que foi construída a única estrada do Zanskar, aberta em 1979, que liga Padum à estrada Serinagar-Lé.
Um dos primeiros tibetologistas a passar um período considerável na região foi Kőrösi Csoma Sándor (Alexandre Csoma de Koros), que viveu mais de um ano no Zanskar em 1823. Após ter sido integrada no recém-formado estado da Índia em 1947, o Zanskar e o Ladaque foram declaradas áreas restritas, com acesso limitado a habitantes de outras partes da Índia e fechadas aos estrangeiros. O acesso a estrangeiros só passou a ser permitido em 1974. O primeiro filme a cores rodado no Zanskar foi filmado em 1958 por uma expedição de donas de casa britânicas.

### Flora e fauna
A maior parte da vegetação do Zanskar encontra-se nas aldeias, nas terras irrigadas em seu redor e nas encostas mais altas que recebem mais precipitação. Nestas últimas, a vegetação é constituída por espécies alpinas e de tundra. As paisagens mais impressionantes são as pradarias cobertas com milhares de edelvais. No sopé do monte Gumburanjon podem ver-se papoilas de montanha azuis. As culturas agrícolas são sobretudo cevada, lentilha e batata, que são cultivadas nos terrenos mais baixos. Os animais domésticos são iaques, dzos (híbridos de vacas com iaques), ovelhas, cavalos e cães.
Uma raça de cavalos comum na região é o zaniskari (ou zanskari), um pónei autóctone do Zanskar e Ladaque, conhecidos pela sua resistência física, a capacidade de resistirem ao frio extremo e transportarem cargas a alta altitude e não precisarem de ser guardados.
Na fauna selvagem destacam-se a marmota, urso, lobo, leopardo-das-neves, kiang (uma espécie de burro selvagem), bharal (ou carneiro-azul dos Himalaias), ibex alpino, cabra e ovelha selvagens e abutre-barbudo.

### Clima
O Zanskar é um semideserto de alta altitude no flanco norte da cordilheira do dos Grandes Himalaias, a qual atua como uma barreira climática, que protege o Ladaque e o Zanskar da maior parte da monção, o que resulta que nos verões o clima seja agradavelmente quente e seco. A chuva e a neve são escassas durante o verão, apesar dos últimos anos apresentarem uma tendência para o aumento de precipitação. No passado, foram construídos várias azenhas durante períodos de seca para levar água às aldeias, frequentemente de grandes distâncias. Essas azenhas foram abandonadas devido ao facto de atualmente haver água corrente mais perto das povoações.
As casas zanskares, apesar de bem construídas, não estão adaptadas para o recente aumento da chuva, pois os tetos deixam passar água. A maior parte da precipitação ocorre na forma de neve durante os duros e extremamente longos invernos. Estas neves de inverno são de importância vital, pois alimentam os glaciares que fundem no verão e dessa forma fornecem a maior parte da água de irrigação. Algumas partes do vale do Zanskar são frequentemente consideradas como sendo das regiões mais frias continuamente habitadas durante todo o ano.

## População

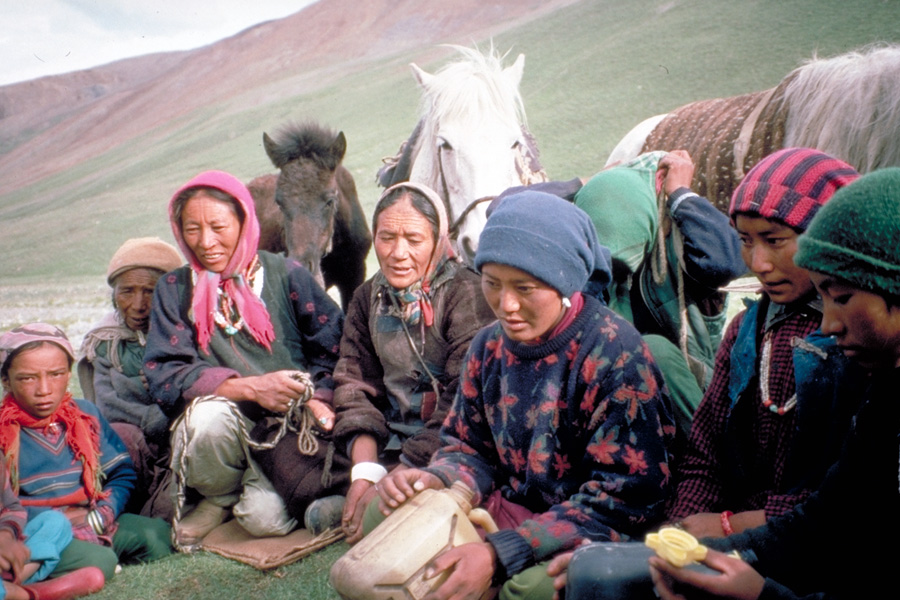
Um grupo de mulheres e crianças zanskares

A população do Zanskar é reduzida — um censo médico de abril de 2006 registou 13 849 habitantes. Os censos médicos são o indicador mais preciso de população, pois reúnem os dados de nascimentos, mortes e outras informações censitária dos 22 postos de saúde do Zanskar. Aproximadamente 95% dos habitantes são praticantes de budismo tibetano, sendo os restantes muçulmanos sunitas cujos antepassados se estabeleceram em Padum e arredores no século XIX. As maioria dos zanskares são descendentes de etnias tibetanas e indo-europeias, nomeadamente dos changpas, dardos e mons. Na realidade, estes últimos são etnicamente dardos, mas a designação de "mon" é usada para os distinguir dos colonizadores dardos posteriores. Aparentemente não têm relação com a etnia birmanesa ainda hoje existente.
Os habitantes vivem geralmente em pequenas aldeias dispersas, das quais a maior é Padum, que tem quase 700 habitantes. A maior parte das aldeias situa-se nos vales do rio Zanskar e dos seus dois principais afluentes. Devido ao isolamento da região, os habitantes tendem a ser autossuficientes e até recentemente viviam numa quase completa autarquia. Contudo, o comércio externo sempre foi necessário para a aquisição de alguns bens como ferramentas, joias e artefatos culturais e religiosos.

### Línguas
Os habitantes locais falam zanskar (ou zanskari; em escrita tibetana: ཟངས་དཀར་པེ་སྐད་; romaniz.: zanskar pe skad, trad.: "língua de Zanskar"), um dialeto da língua ladaque (ou ladakhi, bhoti ou tibetano arcaico ocidental), uma língua tibética muito próxima do tibetano embora não mutuamente inteligível. O zanskari é escrito em alfabeto tibetano e tem quatro subdialetos, conhecido como Stod skad, Zhung skad, Sham skad e Lungna skad.
A generalidade dos zanskares também sabem falar um pouco de uma mistura de hindi e urdu, embora frequentemente não saibam ler essas línguas.[carece de fontes?] Muitos monges que estudaram fora do Zanskar têm conhecimentos de tibetano padrão. As pessoas com estudos sabem inglês, pois esta língua é obrigatória no sistema escolar indiano.

## Economia

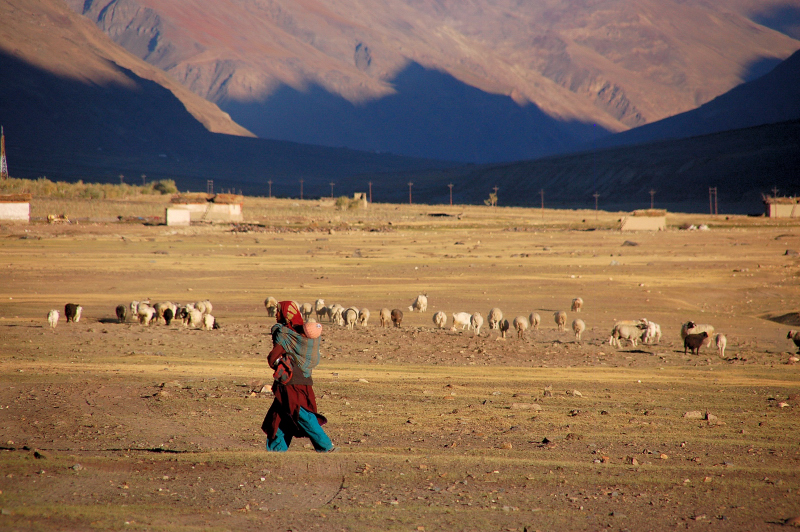
Um rebanho de ovelhas no vale do Zanskar

As principais ocupações dos zanskares são a pecuária e a agricultura, praticada quase sempre em terras que são propriedade de quem as cultiva. As terras agrícolas escasseiam, restringindo-se terrenos aluviais e socalcos e são raras as culturas acima dos 4 000 metros. Os zanskares desenvolveram um sistema de agricultura intensiva com irrigação complexa para produzir comida suficiente naquelas condições. A escassez de terras agrícolas resultou numa tendência para um crescimento nulo e estável da população. Um controlo eficiente dos nascimentos foi conseguido historicamente através da prática da poliandria, que envolvia o casamento de uma mulher com dois ou mais irmãos, e a adoção generalizada de uma vida religiosa celibatária. Outro fator importante para a estabilidade demográfica é a lata taxa de mortalidade infantil.
No verão, as mulheres e crianças ficam longe das aldeias para cuidarem do gado, praticando a transumância, um sistema similar ao praticado noutras regiões montanhosas do mundo, como nos Alpes, em que no verão os animais são levados para as pastagens de altitude.

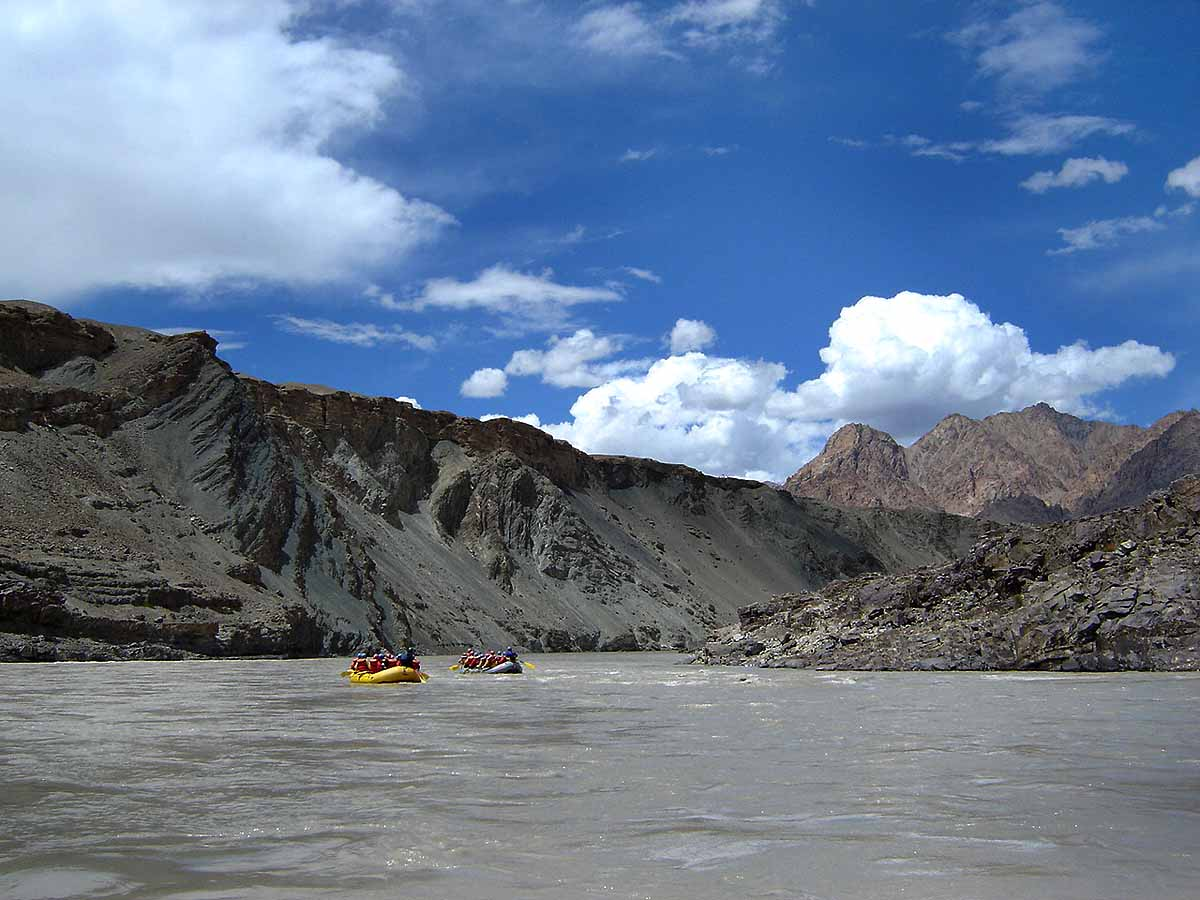
Prática de rafting no rio Zanskar

O gado em geral e sobretudo o iaque desempenha um papel muito importante na economia do Zanskar. Os iaques são usados para lavrar a terra, ceifar os cereais e transportar cargas pesadas (até 200 kg). Os seus excrementos são usados como fertilizante e quase sempre são o único combustível disponível para aquecimento. São ainda uma fonte vital de leite e por vezes, embora raramente, de carne. As peles de iaque são usadas para confecionar roupas, tapetes, cordas e coberturas de camas.

### Turismo
O turismo é provavelmente a maior disrupção sofrida pelo Zanskar nas décadas mais recentes. Desde meados da década de 1990, a abertura duma estrada e o afluxo de numerosos turistas e investigadores trouxe muitas mudanças à organização social tradicional do Zanskar. A abertura da região a estrangeiros trouxe benefícios, nomeadamente financiamento de escolas e restauração de mosteiros e estradas, mas tem consequências negativas para o frágil ambiente de montanha e às suas populações.

## Religião

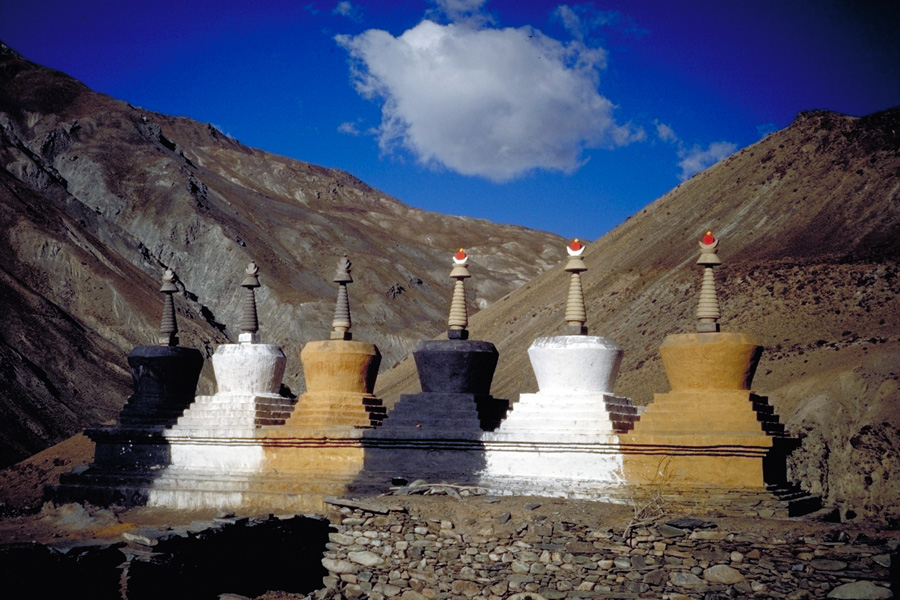
Fileira de chortens (estupas) na aldeia de Purne. Cada um dos elementos que constituem estes edifícios, bem como a sua cor, tem um significado simbólico no budismo tibetano.

À exceção de cerca de 300 muçulmanos sunitas que vivem em Padum (numa população de cerca de 700), praticamente toda a população do Zanskar é budista. No entanto, a maior parte dos cargos governamentais superiores são ocupados por muçulmanos da sede do tesil, Padum.[carece de fontes?] Quase todas as aldeias têm um mosteiro, que em geral têm pinturas murais antigas e estátuas de divindades. Estão presentes duas seitas principais do budismo tibetano — a Drukpa e a Gelugpa. Da primeira fazem parte os mosteiros de Sani, Dzongkhul, Stagrimo e de Bardan, todos ligados ao mosteiro de Stakna do vale do Indo do Ladaque, ainda que tenham muita autonomia. A seita Gelugpa controla os mosteiros de Rangdum, Karsha, Stongdey, todos dependentes de Ngari Rinpoche, cuja residência habitual é o mosteiro de Likir, no Ladaque. A emanação atual de Ngari Rinpoche é o irmão mais novo do Dalai Lama.

## História

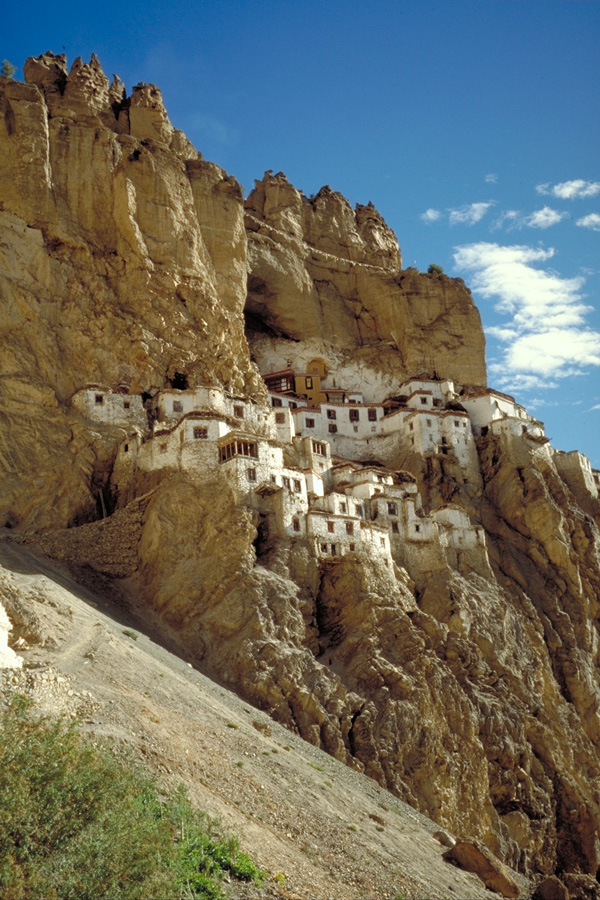
O Mosteiro de Phugtal, na zona sudeste do Zanskar

Os vestígios mais antigos de atividade humana no Zanskar parecem datar da Idade do Bronze. Petróglifos atribuídos a essa época sugerem que os seus criadores eram caçadores das estepes da Ásia Central, que viviam entre o Cazaquistão e a China. Suspeita-se que uma população indo-europeia, conhecida como mon, possam ter vivido na região, antes de se misturarem ou serem substituídos pelos colonizadores seguintes, os dardos. O budismo primitivo vindo de Caxemira espalhou a sua influência no Zanskar, possivelmente logo no século II a.C. Os monumentos mais antigos datam do período Cuchana. Depois desta propagação em direção a leste do budismo, Zanskar e grande parte dos Himalaias Ocidentais foi invadido pelo Império Tibetano no século VII, que impuseram a sua religião Bön.
O budismo retomou a sua influência no Zanskar no século VIII, quando o próprio Tibete se converteu a esta religião. Entre os séculos X e XI, foram fundadas duas casas reais no Zanskar. Na mesma altura foram construídos os mosteiros de Karsha e de Phugtal. Até ao século XV, o Zanskar foi um reino mais ou menos independente governado entre duas a quatro famílias reais. Após esse século, o Zanskar esteve sob o domínio do Reino do Ladaque, partilhando com este as suas venturas e desventuras. Em 1822, uma coligação de Kulu, Lahul e Kinnaur invadiu o Zanskar, saqueando a região e destruindo o palácio real em Padum.
Em 1834, na sequência do colapso de facto do Império Mogol, durante cerca de século e meio um aliado ou suserano do reino do Ladaque, este foi invadido por tropas do marajá dogra Gulab Singh, que depuseram o rei ladaque. Em 1846, o reino extinto foi integrado no estado principesco da Índia britânica, o principado de Jamu e Caxemira, governado por Gulab Singh.
Em meados do século XX, os conflitos fronteiriços entre a Índia, o Paquistão e a China, levaram a que o Zanskar e o Ladaque fossem fechados aos estrangeiros. Durante estas guerras, o Ladaque perdeu dois terços do seu território original, perdendo o Baltistão para o Paquistão e o Aksai Chin para a China. Apesar da sua história tumultuosa de guerras internas e agressões externas, o Zanskar e o Ladaque mantiveram a sua herança cultural e religiosa desde o século VIII. Devido à integração na Índia, estas regiões são uma das poucas nos Himalaias onde a cultura tradicional tibetana, sociedade e arquitetura sobreviveram à Revolução Cultural Chinesa.  Entre 2005 e 2007 o vale foi sucessivamente infestado por pragas de gafanhotos-do-deserto, que provocaram a perda das colheitas em muitas aldeias. A resposta dos mosteiros foi a realização de Puja (orações) para se verem livres dos insetos, enquanto que o governo advogava o uso de inseticidas, que os budistas relutavam usar, mas que em alguns casos foram forçados a experimentar, com sucesso não documentado. Em 2008 foi anunciado que os gafanhotos tinham desaparecido nas planícies centrais do Zanskar.